# Екатериноградская
Екатериноградская (на руски: Екатериноградская, на кабардино-черкезки: Екатериноградскэ) е станица в Русия, в състава на Прохладненски район, Кабардино-Балкария. Според официални оценки към 1 януари 2021 г. населението на селището е 3 319 души.
През 1785-1790 година селището е център на Кавказкото наместничество.

## Население

### Етнически състав
Преброяване на населението през 2010 г.
Численост и дял на етническите групи според преброяването на населението през 2010 г.:
|              | Численост | Дял (в %) |
| Общо         | 3 675     | 100,00    |
| Руснаци      | 3 283     | 89,33     |
| Българи      | 70        | 1,90      |
| Украинци     | 64        | 1,74      |
| Други        | 199       | 5,41      |
| Неопределени | 59        | 1,60      |